# 3DMark
3DMark is een softwareprogramma bedoeld voor benchmarking (prestatiemeting) van computers.
De software verscheen voor het eerst in 1998 en werd ontwikkeld door Futuremark. In 2014 kwam 3DMark in handen van Underwriters Laboratories.
Met 3DMark kan men de prestaties meten van pc-systemen, grafische kaarten en mobiele systemen zoals tablets en smartphones, om deze vervolgens met elkaar te kunnen vergelijken. De gemeten waarden worden omgezet in scores. Deze scores zijn niet vergelijkbaar tussen verschillende 3DMark-versies omdat er verschillende versies van DirectX worden gebruikt.

## Versies
| Titel             | Jaar | Besturingssysteem                              | DirectX    |
| ----------------- | ---- | ---------------------------------------------- | ---------- |
| 3DMark99          | 1998 | Windows 95, 98                                 | 6.0        |
| 3DMark2000        | 1999 | Windows 95, 98, 98SE, 2000                     | 7          |
| 3DMark2001        | 2001 | Windows 98, 98SE, ME, 2000, XP                 | 8.0        |
| 3DMark2001SE      | 2002 | Windows 98, 98SE, ME, 2000, XP                 | 8.1        |
| 3DMark03          | 2003 | Windows 98, 98SE, ME, 2000, XP                 | 9.0        |
| 3DMark05          | 2004 | Windows 2000, XP                               | 9.0(c)     |
| 3DMark06          | 2006 | Windows XP, Vista, 7, 8, 8.1, 10               | 9.0c       |
| 3DMark Vantage    | 2008 | Windows Vista, 7, 8, 8.1, 10                   | 10         |
| 3DMark 11         | 2010 | Windows Vista, 7, 8, 8.1, 10                   | 11         |
| 3DMark            | 2013 | Windows Vista, 7, 8, 8.1, 10, RT, Android, iOS | 11         |
| 3DMark Port Royal | 2019 | Windows 10                                     | Raytracing |